# François Couperin

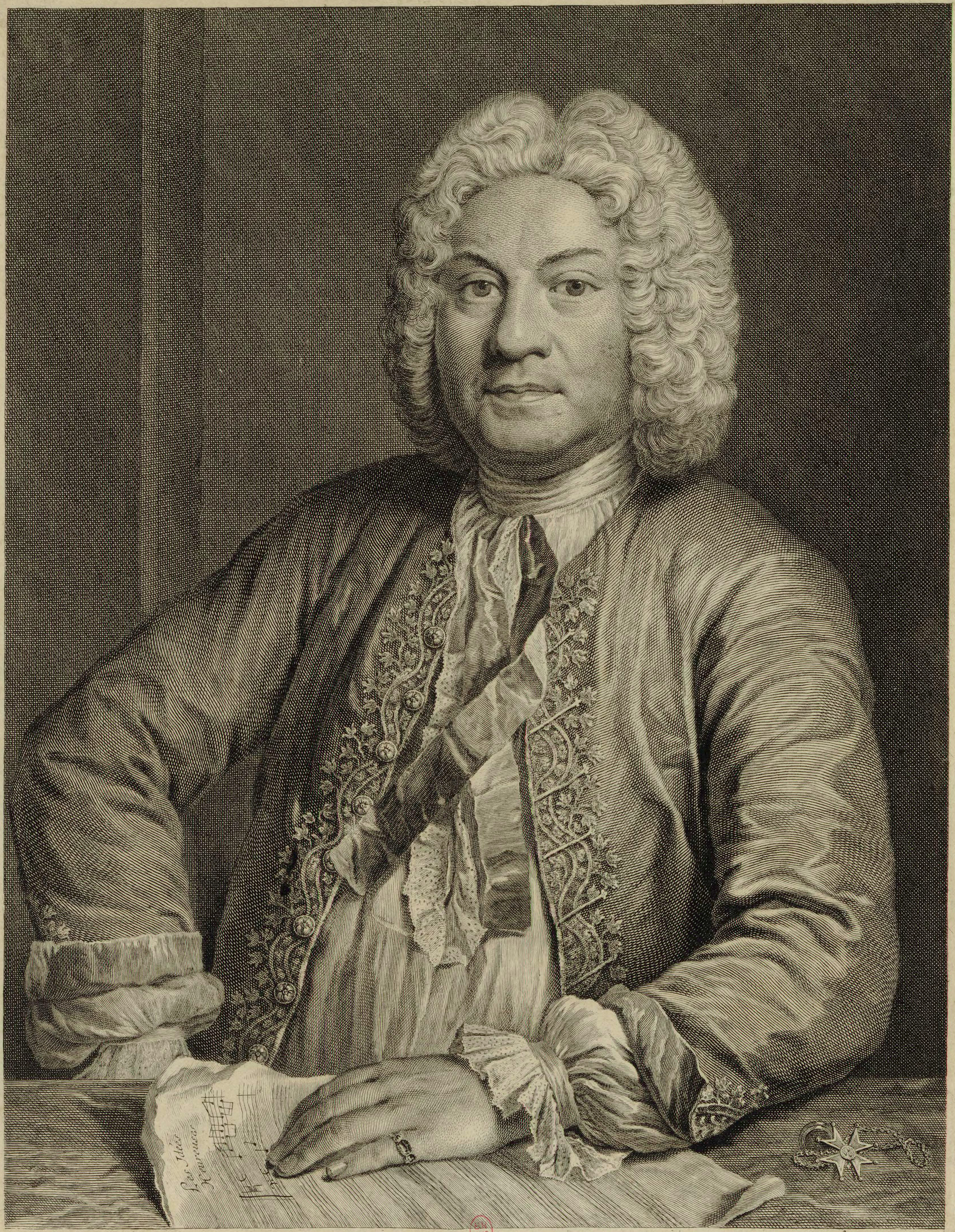
François Couperin, Kupferstich von Jean Jacques Flipart, 1735, nach André Bouys. Auf dem Notenpapier unter seiner Hand erscheint der Anfang seines Cembalostücks Les Idées heureuses.

François Couperin (auch François II Couperin), Sieur de Crouilly, genannt „Le Grand“ („der Große“; * 10. November 1668 in Paris; † 11. September 1733 ebenda), war ein französischer Cembalist, Organist und Komponist. Er gilt als der bedeutendste Vertreter der französischen Organisten-, Clavecinisten- und Komponistenfamilie Couperin und war eine der einflussreichsten musikalischen Persönlichkeiten in Frankreich zwischen Lully und Rameau.

## Leben
François war das einzige (die Kindheit überlebende) Kind von Charles (II) Couperin (1638–1679), Organist an der Kirche St-Gervais in Paris, und dessen Frau Marie Guèrin. Den ersten Musikunterricht erhielt er vermutlich von seinem Vater und seinem gleichnamigen Onkel François; dabei dürfte er auch das Werk seines frühverstorbenen anderen Onkels Louis Couperin kennengelernt haben. Er war außerdem Schüler von Jacques-Denis Thomelin, der ihn in Orgel und Cembalo sowie Komposition unterrichtete und ihn wie einen eigenen Sohn behandelt haben soll.

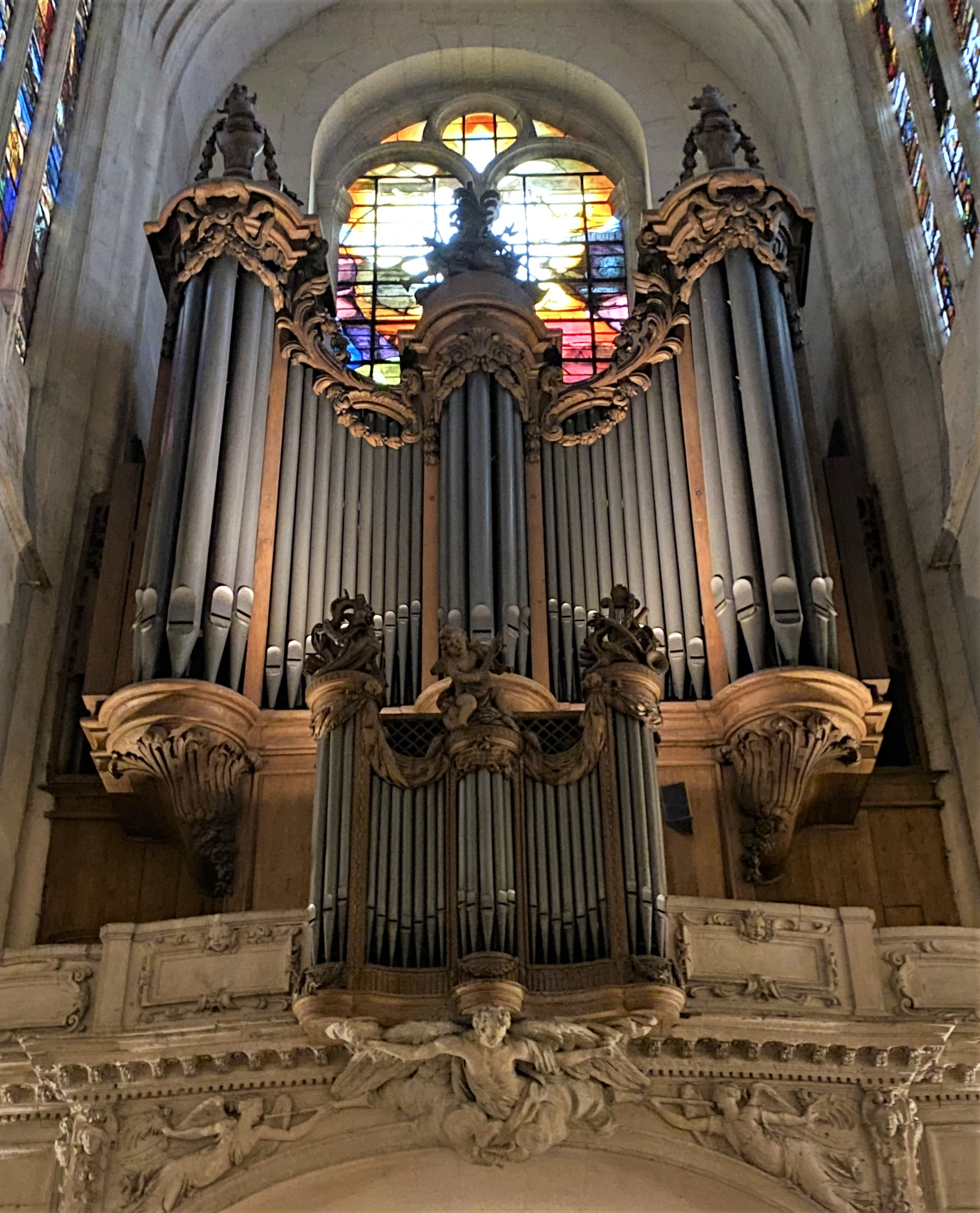
Die Orgel von St-Gervais

Da er nach dem frühen Tod seines Vaters erst 10 Jahre alt war, ließ ihm seine Mutter vertraglich die Nachfolge für die Organistenstelle seines Vaters an St-Gervais zusichern, die bis zu seinem 18. Geburtstag übergangsweise Michel-Richard Delalande übernahm. François Couperin sprang jedoch sehr wahrscheinlich schon vorher (mindestens ab 1683) immer wieder für den vielbeschäftigten Delalande ein, bevor er die Stelle ab 1685, schon ein Jahr vor seinem 18. Geburtstag, zunächst für 300 Livres übernahm. Er blieb Organist an St-Gervais bis zu seinem Lebensende, übertrug die Nachfolge für die Stelle aber 1723 seinem Cousin Nicolas Couperin.
1689 heiratete François Couperin Marie Anne Ansault (um 1668–1747), die Tochter eines Weinhändlers, mit der er mindestens fünf Kinder hatte: Marie-Madeleine (11. März 1690–16. April 1742), die später Nonne und wahrscheinlich Organistin in Maubuisson wurde; François-Laurent († nach 1747), der von zuhause wegging und den Kontakt zu seinen Eltern abbrach; Marguerite-Antoinette (19. September 1705–um 1778), die nach ihrem Vater Cembalistin am Königlichen Hof wurde; außerdem einen früh verstorbenen Sohn François († 1692) und Nicolas-Louis (getauft 26. Juli 1707), der vermutlich ebenfalls früh verstarb.
Bereits 1690 bekam Couperin ein erstes königliches Privileg zum Druck und Verkauf von eigenen Kompositionen und veröffentlichte kurz darauf mit Unterstützung durch Delalande sein einziges Orgelbuch mit zwei Orgelmessen, darunter die Messe „à l'usage ordinaire des paroisses pour les festes solemnelles“. Es wurde jedoch nur das Titelblatt und das königliche privilège gedruckt, die Noten selber wurden handschriftlich kopiert und verbreitet, was auf eine eher begrenzte Auflage schließen lässt.

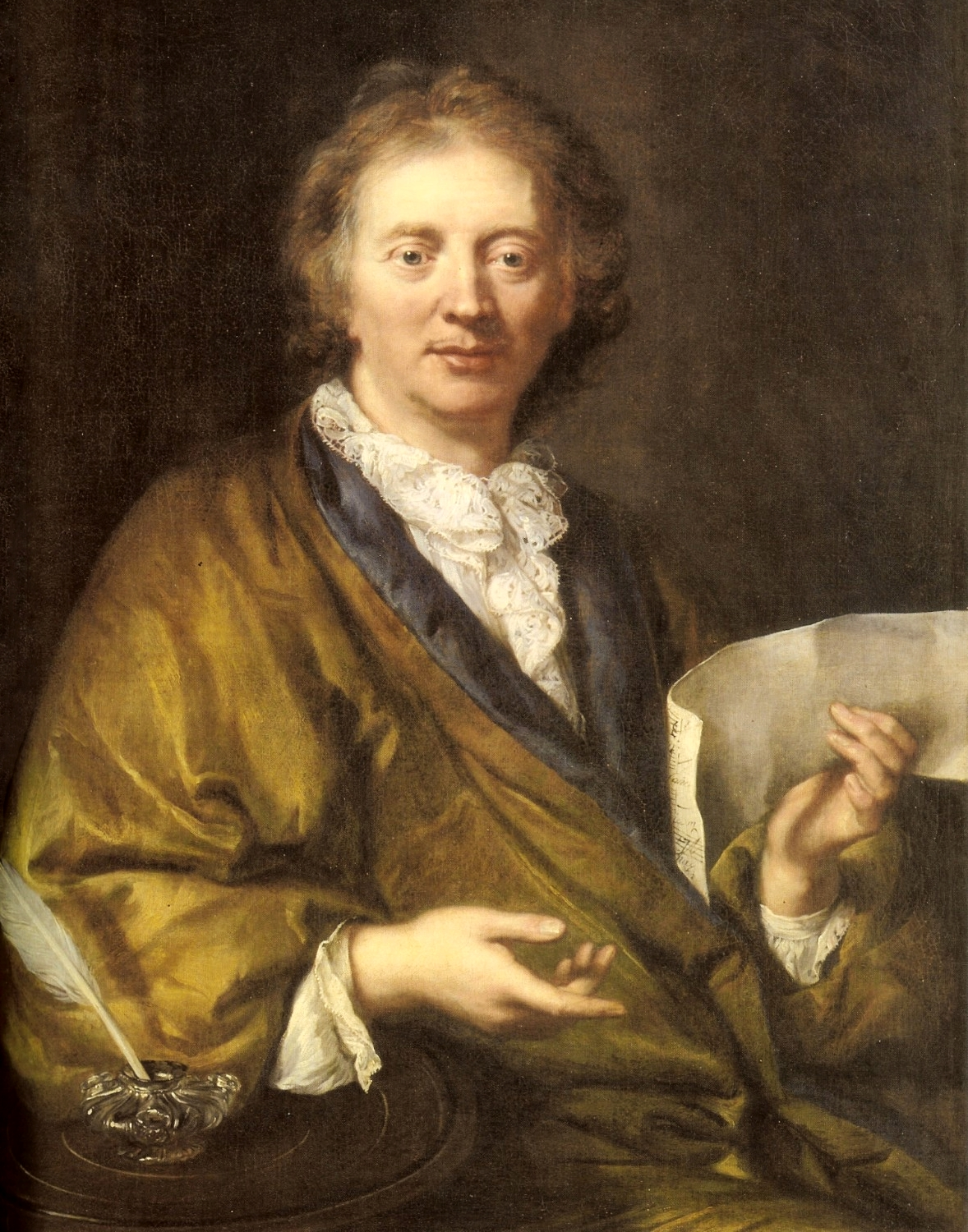
François Couperin (?), anonymes Porträt.

Schon um diese Zeit begann er sich für die zeitgenössische italienische Musik – ganz besonders für die Triosonaten Arcangelo Corellis – zu interessieren, die völlig anders war als die traditionelle französische Musik und auch von manchen Franzosen abgelehnt wurde. Jedenfalls komponierte er nach eigener Aussage als erster in Frankreich eine „italienische“ Triosonate, die er unter falschem Namen einem Kreis italophiler Musikliebhaber vorstellte, mit vollem Erfolg. Möglicherweise handelte es sich dabei um den musikalischen Salon von Nicolas Mathieu, dem Curé der Kirche St André-des-Arts in Paris (in der Nähe von St-Gervais), wo wöchentlich Konzerte mit italienischer Musik stattfanden. Bei der Musik könnte es sich um eine von sechs handschriftlich erhaltenen Triosonaten handeln, die Couperin wohl in den 1690er Jahren komponierte, und von denen er drei 1726 in überarbeiteter und ergänzter Form unter dem Titel Les Nations veröffentlichte.
1693 erhielt Couperin zusätzlich zu seiner Orgelstelle an St-Gervais eine der vier Organistenstellen an der Königlichen Kapelle in Versailles für das jeweils erste Quartal des Jahres (Januar bis März), als Nachfolger seines verstorbenen Lehrers und Mentors Thomelin. Seine drei Kollegen waren Jean-Baptiste Buterne, Guillaume-Gabriel Nivers und Nicolas Lebègue. Beim offiziellen Vorspielwettbewerb setzte sich Couperin gegen sieben andere Kandidaten durch; der König ließ ihn allerdings (wie üblich) drei Tage im Ungewissen.
Neben seinem Dienst als Organist schuf Couperin für die königliche Kapelle in den folgenden Jahren verschiedene kammermusikalisch besetzte petit motets, von denen einige, die er auf ausdrücklichen Wunsch des Königs komponiert hatte („composé de l’ordre du Roy“), zwischen 1703 und 1705 veröffentlicht wurden. Laut Titon du Tillet soll er auch zwölf Motetten „á grand choeur“ (für großen Chor) für die königliche Kapelle geschrieben haben, von denen jedoch bis heute (Stand 2024) jede Spur fehlt.

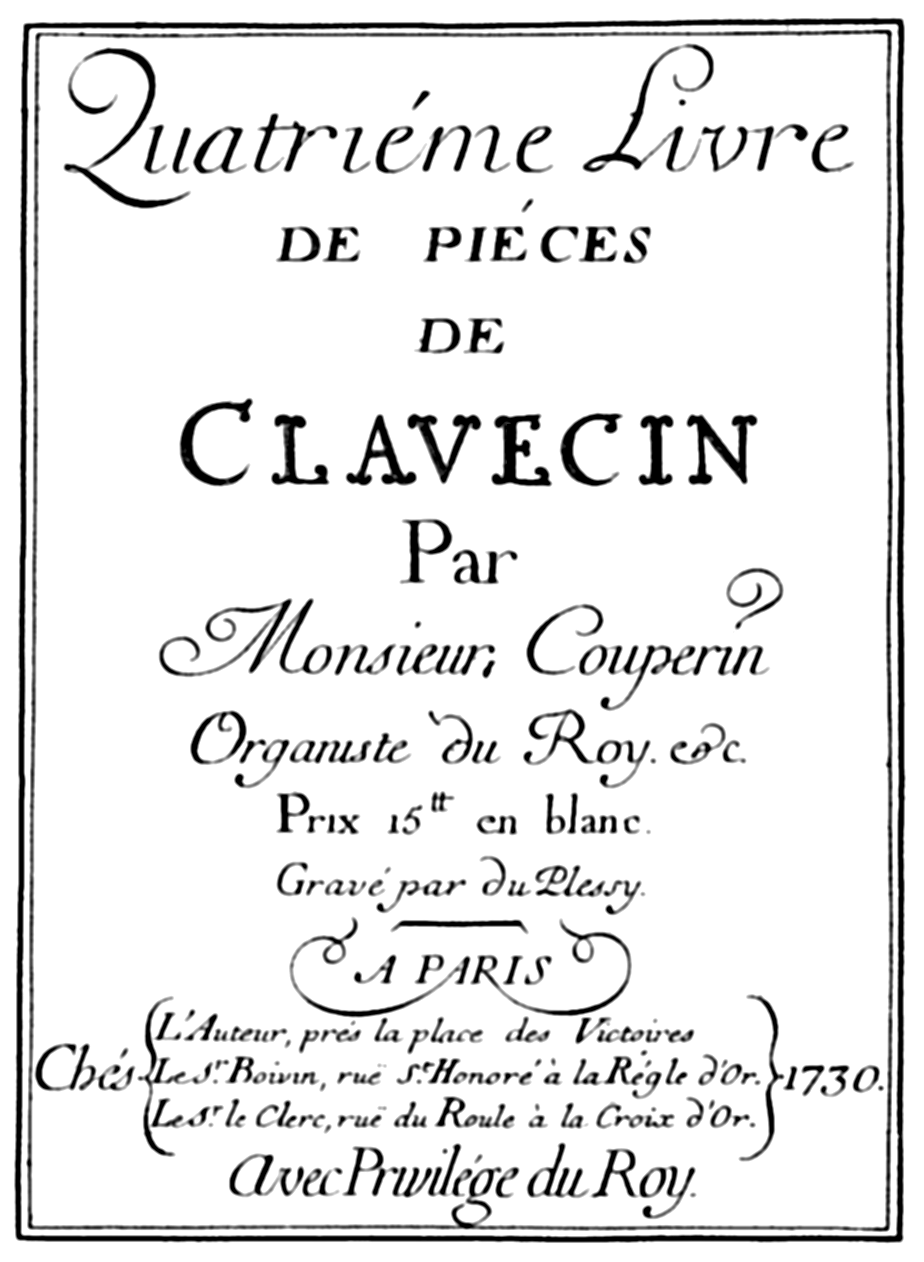
Couperins Quatrième Livre de pièces de clavecin (1730)

François Couperin war vor allem ein begnadeter Cembalist und ein gesuchter Lehrer für dieses Instrument. Laut eigener Aussage im Vorwort zu seinem ersten Buch mit Pièces de clavecin (1713) wurde er schon bald nach seiner Ernennung zum Königlichen Organisten auch Cembalolehrer des Dauphin Louis de Bourbon, duc de Bourgogne, und von sechs weiteren Prinzen und Prinzessinnen. Bei diesen illustren Schülern handelte es sich u. a. um mehrere uneheliche, legitimierte Kinder Ludwigs XIV. oder deren Nachkommen: Marie Anne de Bourbon, princesse de Conti; der Comte de Toulouse; sowie Louise-Elisabeth de Bourbon und ihre Schwester Louise Anne de Bourbon, genannt Mademoiselle de Charolais. Später unterrichtete er auch Maria Leszczyńska, die Gemahlin Ludwigs XV.. Andere bekannte Schüler Couperins waren der Organist und Clavecinist Nicolas Siret und der Komponist François Chauvon.
Er nahm außerdem regelmäßig an den Hofkonzerten teil, wobei es seinen eigenen Talenten entgegenkam, dass Ludwig XIV. nach dem Tode Lullys (1687) und unter dem Einfluss seiner zweiten Gemahlin, Madame de Maintenon, sein Interesse mittlerweile in erster Linie auf Kirchen- und Kammermusik richtete. Couperins Mitwirkung an königlichen Konzerten wird 1701–1702 im Mercure galant erwähnt und der Komponist selber schrieb im Vorwort seiner 1722 veröffentlichten vier Concerts Royaux, er habe diese ausdrücklich für die kleinen Kammerkonzerte gemacht, „zu denen Ludwig XIV.“ ihn „beinahe jeden Sonntag des Jahres kommen ließ“ („... où Louis XIV me faisait venir presque tous les dimanches de l’année.“).
Nach neueren Erkenntnissen muss Couperin auch gute Beziehungen zum Hof des im Exil lebenden englischen Königs James II. Stuart in Saint-Germain-en-Laye gehabt haben, wo man eine besondere Vorliebe für italienische Musik hatte. Dies entsprach seinen eigenen Interessen u. a. für die Werke Corellis. Als Indizien für diese Verbindungen gilt u. a. die Tatsache, dass Couperin 1710 ein Haus in Saint-Germain-en-Laye mietete, und dass er 1713 im Premier livre des Pièces de clavecin zwei Stücke veröffentlichte, die sich ganz offensichtlich auf diese Kontakte beziehen (La Milordine und Les plaisirs de Saint Germain en Läye).
Obwohl François Couperin der bedeutendste Cembalist und Komponist von Cembalomusik seiner Zeit und als solcher auch allgemein anerkannt war, und trotz seiner bedeutenden musikalischen Stellung bei Hofe, war er lange Zeit nicht der offizielle königliche Cembalospieler oder „Ordinaire de la Chambre du roy pour le clavessin“. Denn dieses war ein Hofamt, das wie andere Hofämter einerseits käuflich und andererseits erblich war und das zu dieser Zeit durch Jean-Baptiste Henry D’Anglebert (1661–1735), dem Sohn Jean-Henry D’Angleberts, besetzt war. Erst nach dem Tode Ludwigs XIV., als D’Angleberts Gesundheit immer mehr abnahm, wurde Couperin 1717 die survivance auf die Stelle als königlicher Cembalist zugesichert, die er jedoch nicht mehr „im vollen Umfang“ ausgeübt haben soll und am 16. Februar 1730 an seine Tochter Marguerite-Antoinette Couperin übertrug.

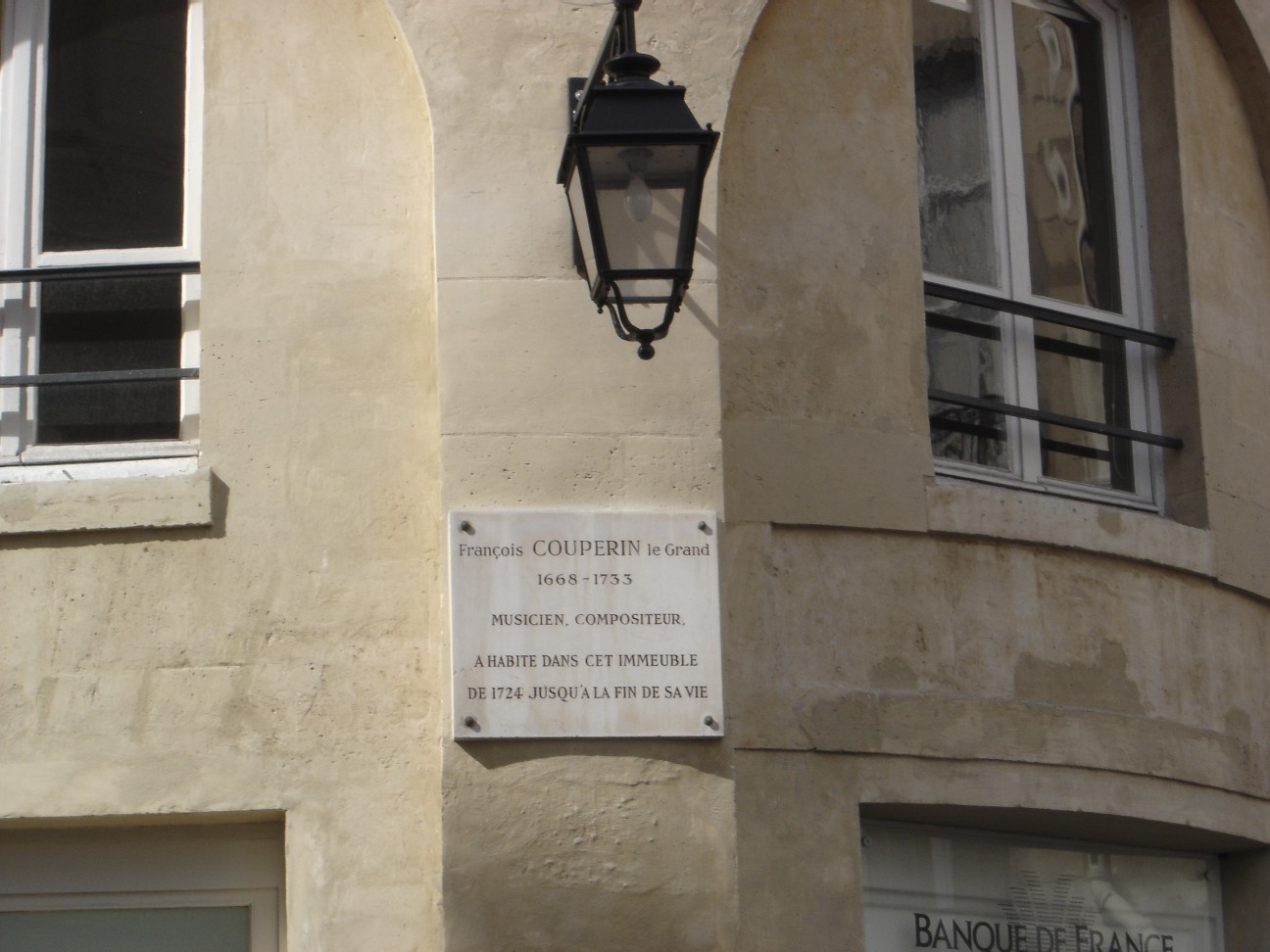
Plakette am letzten Wohnhaus von Couperin in der Rue Radziwill, Paris

Couperin konzentrierte sich in den 1720er Jahren verstärkt auf die Publikation seiner Werke, klagte aber auch in mehreren seiner Vorworte über seine fragile Gesundheit. Am 19. März 1730 übertrug er mit dem Einverständnis Ludwigs XV. die Nachfolge seiner Stelle als königlicher Organist an G. Marchand, den Organisten der Pfarre von Versailles. François Couperin starb drei Jahre später in seiner Pariser Wohnung in der Rue Neuve des Bons Enfants, gegenüber dem Hôtel de Toulouse, und wurde in der Kirche St-Joseph bestattet.
Über Couperin als Mensch ist so gut wie nichts bekannt, es sind keine Briefe erhalten und ein manchmal kolportierter Briefwechsel mit Bach gehört wahrscheinlich ins Reich der Legenden.
François Couperin übernahm von seinem Vater Charles II Couperin und von seinem Großvater Charles I das Recht, sich „Sieur de Crouilly“ zu nennen. Dies war jedoch kein Adelstitel, sondern bezog sich nur auf den Besitz von Ländereien in Beauvoir, die er 1732, kurz vor seinem Tode, samt dem dazugehörigen Titel für 400 Livres verkaufte. Um 1696 erwarb er ein eigenes Wappen, wobei er ein neu erlassenes Edikt Ludwigs XIV. nutzte, das „Personen in respektablen Positionen, die sich das Privileg leisten konnten, die Adelswürde verlieh“. Etwa im Jahr 1702 wurde er zum Chevalier de l’Ordre de Latran („Ritter des Lateran“) ernannt.

## Leistung

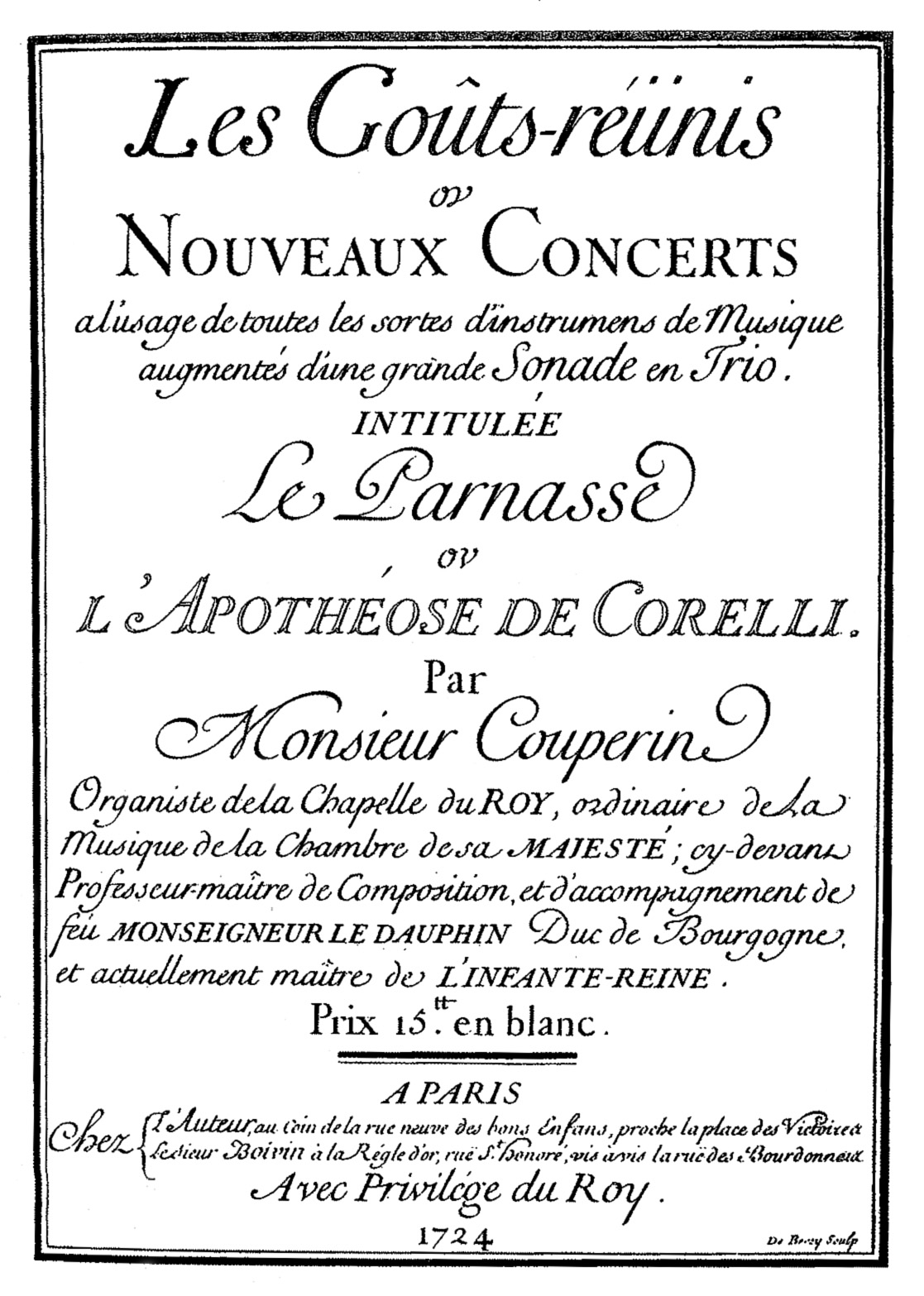
Titelblatt von Les Goûts réunis, 1724

François Couperin stand als Komponist in mehrfacher Hinsicht zwischen zwei Welten. Er verkörperte einerseits noch das Ende der Ära Ludwigs XIV. und war andererseits der wohl wichtigste musikalische Vorreiter des galanten Rokoko – als letzterer kann er, und besonders seine Cembalowerke, mit dem Maler Watteau verglichen werden. Eine seiner wichtigsten musikalischen Bestrebungen war es, in seiner Musik den italienischen und den französischen Geschmack zu vereinen. Dabei war er einer der ersten Franzosen, der Triosonaten nach italienischem Vorbild (v. a. Corelli) komponierte (siehe oben), ohne dabei allerdings eine bloße Kopie italienischer Musik zu liefern. Seine Liebe zu beiden musikalischen Stilen spiegelt sich in mehreren seiner Werke bereits im Titel, so z. B. in seinen kammermusikalischen Werken Apothéose de Corelli (1724) und Apothéose de Lully (1725). Eine Vereinigung der beiden musikalischen Nationalstile wurde von manchen seiner Zeitgenossen als nicht möglich erachtet – von ihm selber aber in einer seiner Publikationen demonstrativ als Les Goûts réunis (1724) bezeichnet. Couperin war in seiner Übernahme italienischer Stilmerkmale allerdings relativ subtil und deutlich vorsichtiger, betont auch das virtuose Element weniger als seine jüngeren Zeitgenossen, wie Jean-Philippe Rameau, Jean-François Dandrieu, Jean-Marie Leclair u. a.
Die Entstehungszeit seiner Werke ist meistens nicht bekannt. Wie er selber schrieb, war er so beschäftigt, dass er erst relativ spät die Zeit fand, seine Musik zu publizieren – allerdings nicht so spät wie seine Vorgänger Chambonnières und D’Anglebert, die ihre Pièces de clavecin erst kurz vor ihrem Tode veröffentlichten. Nichtsdestotrotz entstanden Couperins Werke wahrscheinlich häufig einige Jahre oder sogar Jahrzehnte vor ihrer Veröffentlichung.
Im Mittelpunkt seines Schaffens stehen über 240 Cembalowerke, die er zu 27 von ihm als „Ordre“ bezeichneten Suiten zusammenfasste und in vier Bänden (1713, 1716/17, 1722 und 1730) veröffentlichte. Auf diesem Gebiet war er nicht nur der führende Komponist seiner Zeit, sondern ein Neuerer und Revolutionär, dessen Ideen und ihre geistreiche und ästhetisch reizvolle Umsetzung sofort von anderen Clavecinisten als vorbildlich akzeptiert, übernommen und nachgeahmt wurden. In vier von fünf Ordres seines Premier livre de Pièces de clavecin (1713) verwendete er noch die althergebrachten Tanzformen der Suite (Allemande-Courante-Sarabande...etc.), wie sie von seinen Vorgängern eingeführt worden waren, kombinierte sie aber bereits mit zahlreichen Charakterstücken, denen er sich in den folgenden Büchern fast ausschließlich widmete. In diesen zeichnete er Porträts von konkreten Personen der Gesellschaft (La Garnier...), mythologischen Figuren (La Diane, La Flore...), von poetischen Naturbildern (Le Reveil du matin („Das Erwachen des Morgens“), Les Ondes („Die Wellen“...) oder von Tieren (Les Abeilles („Die Bienen“), Les Papillons („Die Schmetterlinge“)...), und Darstellungen von Gefühlszuständen oder Charakteren (La Lugubre („Die Düstere“), La Voluptueuse („Die Wollüstige“)...). Viele Titel sind eher andeutungsvoll, bleiben geheimnisvoll, oder lassen Platz für Fantasie und Interpretationen (Les Idées heureuses („Die glücklichen Ideen“), Les Regrets („Das Bedauern“), L’Enchanteresse („Die Zauberin“ oder „die Bezaubernde“)...). Auch ein Hang zu Witz, Ironie und Satire fällt auf. In den ersten drei Büchern fasst er zuweilen mehrere Charakterstücke unter einem übergeordneten Titel oder Programm zu einem Divertissement zusammen, z. B. die jeweils dreiteiligen Les Pélerines („die Pilgerinnen“) und Les Baccanales („Die Bacchanalien“) oder die aus fünf „Akten“ bestehende Les Fastes de la grande, et ancienne Mxnxstrxndxsx („die Pracht der großen und alten Ménestrandise“) – eine satirische Darstellung der ehemaligen Pariser Korporation der Spielleute und Musikanten („ménestrel“).

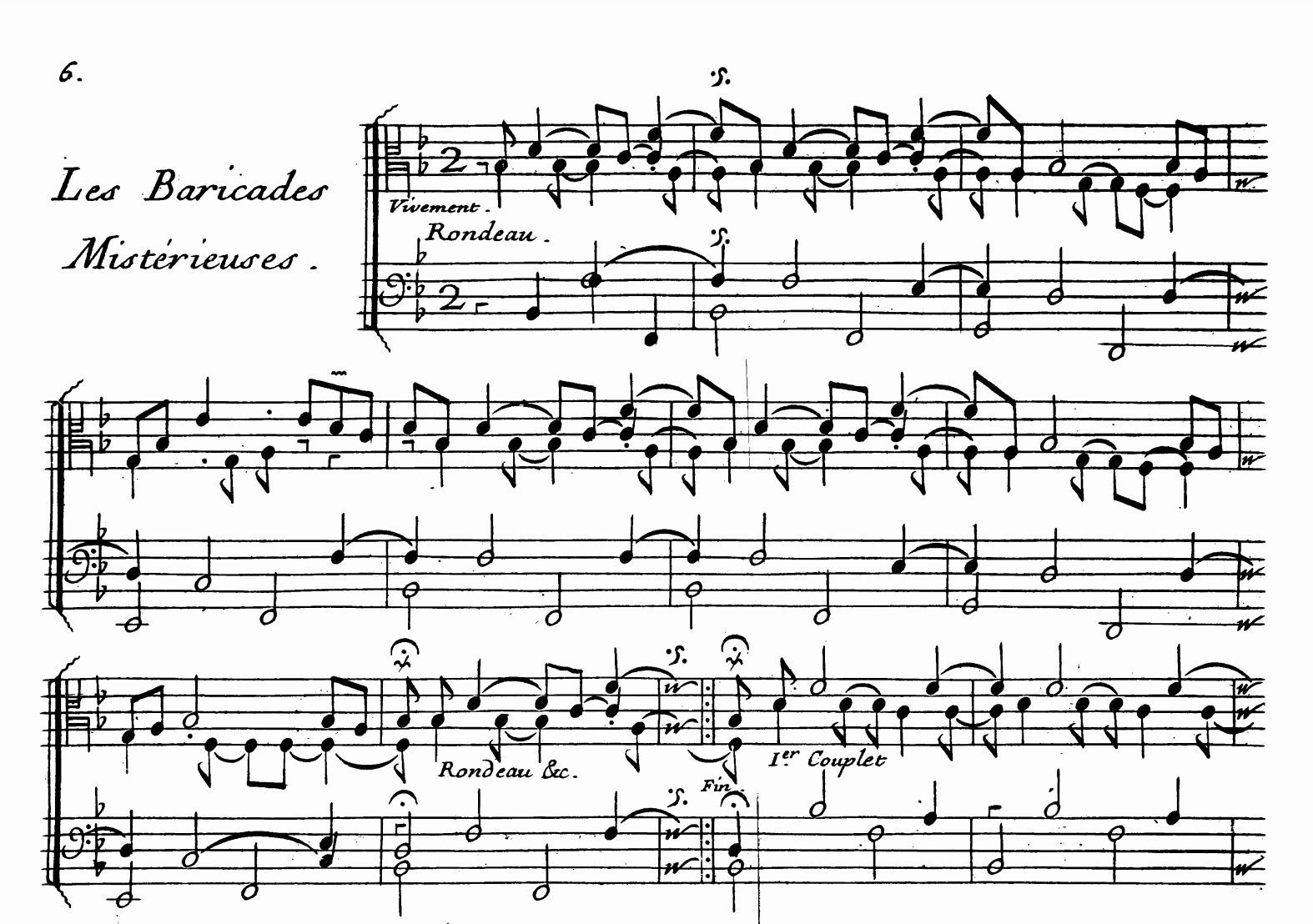
Beginn von Les Barricades Mystérieuses aus François Couperins Second livre de pièces de clavecin(1716/17). Beispiel für ein Stück im style arpégé.

Die musikalische Umsetzung all dieser Ideen ist durch ein ungewöhnlich ausgeprägtes Klangbewusstsein geprägt, beispielsweise setzte Couperin die Register des Cembalos (mittel, tief, hoch) sehr gezielt ein, komponierte u. a. Stücke in einem weichen, rein arpeggierten style luthé oder arpégé (z. B. Les Barricades mistérieuses) und wird allgemein bis heute für die vielen subtilen Nuancen seiner Cembalomusik bewundert. Seine Musik zeichnet sich außerdem durch ein bemerkenswertes melodisches Talent sowie eine reiche und interessante Harmonik aus.

Zu den von ihm erfundenen Spezialeffekten gehören außerdem seine sogenannten pièces croisées („gekreuzte Stücke“), von denen die meisten nur auf zwei Manualen spielbar sind, da die beiden Hände etwa in derselben Lage geführt werden, sich ständig überkreuzen oder gleichzeitig oder kurz hintereinander denselben Ton zu spielen haben; das erste dieser Stücke ist Les Bagatelles (im Dixième Ordre, Second Livre, 1716/17). Als Aufführungsalternative auf Instrumenten mit nur einem Manual schlägt Couperin vor, die linke Hand eine Oktave tiefer zu spielen, aber dadurch geht der gewünschte Effekt verloren. Nach Couperin, und wahrscheinlich durch ihn beeinflusst, komponierten auch andere Komponisten Stücke mit übergeschlagenen Händen, wie Rameau (Les trois mains, ca. 1728), Bach (Gigue der Partita 1, BWV 825, 1726); Goldberg-Variationen (ca. 1741) und Domenico Scarlatti (u. a. in den Essercizi, 1739).

In seinen Publikationen ist Couperin, wie vor ihm nur D'Anglebert, ungewöhnlich genau und präzise, was sich u. a. in der Verwendung von Ligaturen und der zahlreichen Verzierungen äußert, die er nach eigenen Worten als absolut essentiell betrachtete. Seine Ausdruckspalette spiegelt sich abgesehen von den Titeln seiner Charakterstücke in vielen z. T. ungewöhnlichen und neuartigen Vortragsbezeichnungen, die über einfache Tempoangaben weit hinausgehen, wie tendrement, noblement, gracieusement, affectueusement, amoureusement, voluptueusement, grotesquement, languissament, audacieusement usw. Auch gibt er gelegentlich an, dass ein Stück nicht inégal, wie traditionell in Frankreich üblich, sondern mit notes égales zu spielen ist.

Formal hatte Couperin eine Vorliebe für den Rondeau, den es zwar vorher bereits gab, den er aber erst wirklich in Mode brachte.
Seine Vorliebe für und Liebe zum Cembalo äußert sich auch in seinem einzigen theoretischen Werk L’art de toucher le clavecin („Die Kunst das Cembalo zu spielen“; 1716/17) und in der Tatsache, dass er in mehreren seiner Kammermusikwerke nur sehr variable und alternative Besetzungen angibt und außerdem darauf hinweist, dass man sie auch wunderbar auf einem oder mit zwei Cembali spielen könne (u. a. in Concerts royaux, 1722, und Apothéose de Lully, 1725). Stücke für zwei Cembali (oder alternativ mit anderem Instrument) kommen auch gelegentlich in seinen Pièces de clavecin vor. Für die Concerts royaux gibt er als Besetzungsmöglichkeiten abgesehen vom Cembalo auch zwei Violinen, Oboe, Flöte, Viola da gamba oder Fagott an.
Auch in seinen geistlichen Motetten mischt Couperin italienische und französische Elemente. Als Höhepunkte (nicht nur) seiner Vokalmusik gelten die drei zwischen seinen beiden ersten Cembalobüchern, also zwischen 1713 und 1716, veröffentlichten Leçons de ténèbres für den Mittwochabend der Karwoche. Couperin selber kündigte die Publikation weiterer sechs Vertonungen von Leçons de ténèbres an, von denen die drei für Karfreitag bereits Jahre zuvor für die Nonnen der Abtei Longchamp entstanden seien – zu dieser Publikation kam es jedoch bedauerlicherweise nie und auch handschriftlich sind keine weiteren Leçons de ténèbres Couperins erhalten.

## Werkliste

### Tastenmusik

#### Orgel
- ca. 1690: Pieces d’orgue consistantes en deux messes, l’une à l’usage ordinaire des paroisses pour les festes solemnelles, l’autre propre pour les convents de religieux et religieuses

#### Cembalo
- 1713: Pièces de clavecin, Premier livre
- 1716 & 1717: 8 Préludes und 1 Allemande, in: L’art de toucher le clavecin (Unterrichtswerk)
- 1716–17: Second livre de pièces de clavecin
- 1722: Troisième livre de pièces de clavecin (+ Concerts royaux)
- 1730: Quatrième livre de pièces de clavecin

### Kammermusik
- 1690er Jahre:
  - 5 Triosonaten (handschriftl. überliefert): La pucelle, La visionnaire, L’astrée, La Steinquerque, La superbe (2 Violinen, b.c.) (die drei ersten 1726 veröffentlicht in Les nations)
  - Sonate à 4 (handschriftl. überliefert): La sultane (2 Violinen, Bassgambe, b.c.)
- 1722: Concerts royaux (alternative Besetzungen: Cembalo, Violine, Traversflöte, Oboe, Viola da gamba, Fagott) (zusammen mit Troisième livre de pièces de clavecin)
- 1724:
  - Les goûts-réünis, ou Nouveaux concerts (alternative Besetzungen)
  - Le Parnasse, ou L’apothéose de Corelli, grande sonade en trio (2 Violinen, b.c.)
- 1725: Concert instrumental sous le titre d’Apothéose composé à la mémoire immortelle de l’incomparable Monsieur de Lully (alternative Besetzungen: 2 Violinen, 2 Flöten, oder andere Instrumente, b.c.)
- 1726: Les nations: sonades et suites de simphonies en trio: La Françoise [La pucelle]; L’Espagnole [La visionnaire]; L’impériale; La Piémontoise [L’astrée] (2 Violinen, b.c.)
- 1728: Pièces de violes avec la basse chifrée (Bassgambe, b.c.)

### Vokalwerke

#### Geistlich
- 1703: Quatre versets d’un motet composé et chanté par ordre du Roy en mars 1703 ...
- 1704: Sept versets du motet composé de l’ordre du Roy et chanté à Versailles le mars 1704
- 1705: Sept versets du motet composé de l’ordre du Roy et chanté à Versailles le mars 1705
- 1713/1717: Leçons de tenébres a une et a deux voix ... (1 bzw. 2 Soprane, b.c.)
- 25 Petits motets und Magnificat für diverse Besetzungen, handschriftlich überliefert.

#### Weltlich
Airs für verschiedene Besetzungen, verstreut in diversen Drucken und Handschriften

### Pädagogische Werke
- 1716 & 1717: L’art de toucher le clavecin („Die Kunst das Cembalo zu spielen“, darin: 8 Préludes und 1 Allemande)
- Règles de l'accompagnement („Regeln der Begleitung“), handschriftl. überliefert

## Trivia
Auf François Couperin und seine Musik bezieht sich der Titel des 1917 fertiggestellten Klavierstücks Le Tombeau de Couperin von Maurice Ravel.
Couperin ist seit 1977 Namensgeber für die Couperin Bay, einer Bucht der Alexander-I.-Insel in der Antarktis.
François Couperins Werk, insbesondere dessen Premier livre de clavecin spielt eine wichtige Rolle im Roman Das Porträt (2009) des französischen Schriftstellers Jean de Palacio: „Die so kurzen Stücke der 13. Ordnung waren ein unerschöpflicher Schatz: die Roseaux, die Engageante, [...] aber auch jene andere Seite, die Jalousie taciturne, die Frénésie ou le Désespoir, die Âme en peine [...]“